# Spira
Spira, Spiro, Schpira, Schapiro etc. ist ein jiddischer Familienname, der auf den mittelalterlichen Namen der Stadt Speyer in Rheinland-Pfalz, lateinisch Spira, hebräisch שפירא [ʃpiːra, ʃpiːro], zurückgeht.
Speyer, eine der drei sogenannten SchUM-Städte, spielte im Mittelalter eine bedeutende Rolle im aschkenasischen Judentum. Aus der jüdischen Gemeinde Speyers gingen viele Rabbiner hervor. Jüdische Familien nahmen den Namen Spira in vielen Abwandlungen und Schreibarten an oder fügten ihn ihrem Namen bei – neben Spira und Spiro beispielsweise Schapira / Shapira, Schapiro / Shapiro, Szpira / Szpiro, Spier, Spierer, möglicherweise auch Safir / Sapir. Unter deutschen Juden war auch der Name Speyer verbreitet, besonders in Frankfurt.
Durch Migration und Vertreibungen hat sich der Name zuerst in Ost-Europa, in Böhmen, Galizien und Polen-Litauen verbreitet und dann im Zuge der Auswanderungsbewegungen der mittel- und osteuropäischen Juden weltweit.

## Familienname
- Aaron Simeon Spira-Wedeles (1640–1679), rabbinische Autorität
- Andreas Spira (1929–2004), deutscher Altphilologe
- Bil Spira (1913–1999), österreichischer Karikaturist
- Camilla Spira (1906–1997), deutsche Schauspielerin
- Chaim Elazar Spira (1871–1937), chassidischer Rabbiner
- Elizabeth T. Spira (1942–2019), österreichische Journalistin
- Emma Spira (1905–1990), austroamerikanische Pädagogin, siehe Emma Plank (Pädagogin)
- Françoise Spira (1928–1965), französische Film- und Theaterschauspielerin
- Fred Spira (1924–2007), österreichischer Fotopionier
- Fritz Spira (1877–1943), österreichischer Schauspieler
- Gregor Spira (* 1961), deutscher Arzt für Strahlentherapie
- Gregor Vogt-Spira (* 1956), deutscher Klassischer Philologe
- Henry Spira (1927–1998), belgisch-amerikanischer Tierrechtsaktivist
- Joel Spira (Unternehmer) (1927–2015), US-amerikanischer Unternehmer und Erfinder
- Joel Spira (Schauspieler) (* 1981), schwedischer Schauspieler
- Johannes de Spira (15. Jahrhundert–1469 oder 1470), Buchdrucker in Venedig
- Leopold Spira (1913–1997), österreichischer Publizist und politischer Autor
- Lotte Spira (1883–1943), deutsche Schauspielerin
- Mela Spira (1893–1967), österreichische Schauspielerin und Schriftstellerin
- Melford E. Spiro (1920–2014), US-amerikanischer Kulturanthropologe
- Rupert Spira, (1960), Keramiker, Künstler, Autor
- Steffie Spira (1908–1995), deutsche Schauspielerin
- Theodor Spira (1885–1961), deutscher Anglist
- Wendelinus de Spira († 1477), Buchdrucker in Venedig